# SC Brück
SC Brück (celým názvem: Sport-Club Köln-Brück 1930 e. V.) byl německý sportovní klub, který sídlil v Kolíně nad Rýnem ve spolkové zemi Severní Porýní-Vestfálsko. Založen byl v roce 1930 po fúzi klubů Arbeitersportvereins Brück a DJK Tura Brück. Zanikl v roce 1994 po fúzi s SC Viktoria Köln do nově založené organizace SCB Preußen Köln. Klubové barvy byly modrá a bílá.
Své domácí zápasy odehrával na stadionu Flehbach Arena s kapacitou 1 500 diváků.

## Historické názvy
Zdroj: 
- 1930 – SC Brück (Sport-Club Köln-Brück 1930 e. V.)
- 1994 – fúze s SC Viktoria Köln ⇒ SCB Preußen Köln
- 1994 – zánik

## Umístění v jednotlivých sezonách
Stručný přehled
Zdroj: 
- 1982–1987: Landesliga Mittelrhein – sk. 1
- 1987–1988: Verbandsliga Mittelrhein
- 1988–1990: Fußball-Oberliga Nordrhein
- 1990–1991: Verbandsliga Mittelrhein
- 1991–1994: Fußball-Oberliga Nordrhein

Jednotlivé ročníky
Zdroj: 
Legenda: Z - zápasy, V - výhry, R - remízy, P - porážky, VG - vstřelené góly, OG - obdržené góly, +/- - rozdíl skóre, B - body, zlaté podbarvení - 1. místo, stříbrné podbarvení - 2. místo, bronzové podbarvení - 3. místo, červené podbarvení - sestup, zelené podbarvení - postup, fialové podbarvení - reorganizace, změna skupiny či soutěže
| Německo (1982 – 1994) |                                |        |    |     |     |     |    |    |     |    |        |
| Sezóny                | Liga                           | Úroveň | Z  | V   | R   | P   | VG | OG | +/− | B  | Pozice |
| 1982/83               | Landesliga Mittelrhein – sk. 1 | 5      | 32 | 15  | 8   | 9   | 62 | 52 | -10 | 38 | 5.     |
| 1983/84               | Landesliga Mittelrhein – sk. 1 | 5      | 32 | 13  | 9   | 10  | 50 | 49 | +1  | 35 | 5.     |
| 1984/85               | Landesliga Mittelrhein – sk. 1 | 5      | 30 | 13  | 10  | 7   | 59 | 49 | +10 | 36 | 6.     |
| 1985/86               | Landesliga Mittelrhein – sk. 1 | 5      | 30 | 15  | 9   | 6   | 73 | 40 | +33 | 39 | 3.     |
| 1986/87               | Landesliga Mittelrhein – sk. 1 | 5      | 30 | 21  | 5   | 4   | 76 | 32 | +44 | 47 | 1.     |
| 1987/88               | Verbandsliga Mittelrhein       | 4      | 30 | ... | ... | ... | 79 | 24 | +55 | 48 | 1.     |
| 1988/89               | Fußball-Oberliga Nordrhein     | 3      | 36 | 10  | 12  | 14  | 50 | 61 | -11 | 32 | 15.    |
| 1989/90               | Fußball-Oberliga Nordrhein     | 3      | 34 | 7   | 9   | 18  | 47 | 61 | -14 | 23 | 17.    |
| 1990/91               | Verbandsliga Mittelrhein       | 4      | 30 | ... | ... | ... | 57 | 20 | +37 | 47 | 1.     |
| 1991/92               | Fußball-Oberliga Nordrhein     | 3      | 30 | 6   | 11  | 13  | 26 | 58 | -32 | 23 | 13.    |
| 1992/93               | Fußball-Oberliga Nordrhein     | 3      | 30 | 8   | 10  | 12  | 46 | 53 | -7  | 26 | 12.    |
| 1993/94               | Fußball-Oberliga Nordrhein     | 3      | 30 | ... | ... | ... | 59 | 46 | +13 | 37 | 3.     |